# Фракции Европейского парламента
Фра́кции Европе́йского парла́мента — политические группы депутатов в Европейском парламенте. При этом объединение депутатов в группы происходит не по национальному признаку, а по их партийной принадлежности. Фракция может быть формальным представлением общеевропейской партии (европартии) в Парламенте. В других случаях она может быть коалицией из европейских партий, национальных партий и независимых политиков. Главное требование: в составе парламентской фракции должно быть как минимум 25 депутатов от семи стран Европейского союза.

## История
Несмотря на то что учредительные документы Европейского объединения угля и стали не предусматривали создание фракций, уже после первых заседаний Ассамблеи объединения делегации не придерживались своих национальных групп, а голосовали в соответствии со своей политической принадлежностью, а 16 июня 1953 года эта практика была закреплена в регламенте Ассамблее принятием соответствующей резолюции. Первыми тремя группами были: «Христианские демократы» (впоследствии ставшая фракцией Европейской народной партии), «Социалисты» (впоследствии — Прогрессивный альянс социалистов и демократов) и «Либералы» (впоследствии — Альянс либералов и демократов за Европу).
С развитием роли Парламента формировались и новые фракции. В 1965 году французские голлисты основали четвёртую фракцию, Европейский демократический союз, а в 1973-м консерваторы Великобритании и Дании вслед за вступлением их стран в Европейское сообщество сформировали фракцию Европейских консерваторов, впоследствии после смены названий присоединившейся к фракции Европейской народной партии. Также в 1973-м появилась первая коммунистическая фракция — «Коммунисты и союзники».
Выборы 1984 года позволили создать зелёным партиям и регионалистам — «радужную» фракцию. В свою очередь евроскептики и националистические партии, включая французский Национальный фронт и Итальянское социальное движение, создали фракцию Европейские правые, в июне 2015 года преобразованную в парламентскую группу под названием «Европа наций и свобод» (ныне — «Патриоты за Европу»).

## Текущий состав Европейского парламента
После проведения выборов в Европейский парламент летом 2024 года:
| Фракция | Фракция                                                | Состав | Лидеры            | Число депутатов | в процентах |
| ------- | ------------------------------------------------------ | --- | ----------------- | --------------- | ----------- |
|         | Европейская народная партия (ЕНП)                      | Европейская народная партия (ЕНП)                                                                                     | Манфред Вебер     | 188             | 26,1%       |
|         | Прогрессивный альянс социалистов и демократов (С&Д)    | Партия европейских социалистов (ПЕС)                                                                                  | Ираче Гарсия      | 136             | 18,9%       |
|         | Патриоты за Европу                                     | Партия идентичности и демократии                                                                                      | Жордан Барделла   | 84              | 11,7%       |
|         | Европейские консерваторы и реформисты (ЕКР)            | Альянс европейских консерваторов и реформистов (АЕКР) Европейское христианское политическое движение (ЕХПД)           | Никола Прокаччини | 78              | 10,8%       |
|         | Обновляя Европу (ОЕ)                                   | Альянс либералов и демократов за Европу (АЛДЕ) Европейская демократическая партия (ЕДП)                               | Валери Айе        | 77              | 10,7%       |
|         | Зелёные — Европейский свободный альянс (Зелёные — ЕСА) | Европейская партия зелёных (ЕПЗ) Европейский свободный альянс (ЕСА) Европейская пиратская партия Вольт Европа         | Тереза Рейнтке    | 53              | 7,4%        |
|         | Левые в Европейском парламенте – GUE/NGL (ЕОЛ/ЛЗС)     | «Европейские левые» (ЕЛ) «Северный альянс зелёных и левых» (САЗЛ) «Европейский левый альянс за людей и планету» (ELA) | Мартин Ширдеван   | 46              | 6,4%        |
|         | «Европа суверенных наций» (ЕСН)                        | «Европа суверенных наций»                                                                                             | Рене Ауст         | 25              | 3,5%        |
|         | Депутаты без фракции                                   | | —                 | 33              | 4,6%        |
|         |                                                        | | Всего             | 720             | 100 %       |

## Девятый состав (2019—2024)
После проведения выборов в Европейский парламент и до фактического выхода Великобритании из ЕС в январе 2020 года (минус 46 депутатов):
| Фракция | Фракция                                                      | Состав | Лидеры                     | Число депутатов | в процентах |
| ------- | ------------------------------------------------------------ | --- | -------------------------- | --------------- | ----------- |
|         | Европейская народная партия (ЕНП)                            | Европейская народная партия (ЕНП) | Манфред Вебер              | 182 / 178       | 25 %        |
|         | Прогрессивный альянс социалистов и демократов (С&Д)          | Партия европейских социалистов (ПЕС) | Ираче Гарсия               | 154 / 140       | 20 %        |
|         | Обновляя Европу (ОЕ)                                         | Альянс либералов и демократов за Европу (АЛДЕ) Европейская демократическая партия (ЕДП)                                                                      | Дачиан Чолош Валери Айе    | 108 / 102       | 14,5 %      |
|         | Зелёные — Европейский свободный альянс (Зелёные — ЕСА)       | Европейская партия зелёных (ЕПЗ) Европейский свободный альянс (ЕСА) Европейская пиратская партия Вольт Европа                                                | Ска Келлер                 | 74 / 72         | 10 %        |
|         | Европейские консерваторы и реформисты (ЕКР)                  | Альянс европейских консерваторов и реформистов (АЕКР) Европейское христианское политическое движение (ЕХПД)                                                  | Рышард Легутко             | 62 / 68         | 9,6 %       |
|         | Идентичность и демократия (ИД)                               | Партия идентичности и демократии Движение за Европу наций и свобод                                                                                           | Марко Дзанни               | 73 / 59         | 8,5 %       |
|         | Европейские объединённые левые/Лево-зелёные Севера (ЕОЛ/ЛЗС) | Европейские левые (ЕЛ) Северный альянс зелёных и левых (САЗЛ) А теперь народ Политика животных ЕС                                                            | Мартин Ширдеван Манон Обри | 41 / 37         | 5,4 %       |
|         | Депутаты без фракции                                         | Движение пяти звёзд Лига Вместе за Каталонию — Свободные для Европы Йоббик Коммунистическая партия Греции Живая стена Партия Народная партия — наша Словакия | —                          | 57 / 49         | 7 %         |
|         |                                                              | | Всего                      | 751 / 705       | 100 %       |

## Восьмой состав (2014—2019)
Кроме восьми крупных фракций в состав Европарламента входила и группа независимых депутатов.
| Фракция | Фракция                                                      | Состав | Лидер(ы)                      | Число депутатов | в процентах |
| ------- | ------------------------------------------------------------ | --- | ----------------------------- | --------------- | ----------- |
|         | Европейская народная партия (ЕНП)                            | Европейская народная партия (ЕНП) +1 национальная партия, не являющаяся общеевропейской + 4 независимых депутата | Манфред Вебер                 | 217             | 29 %        |
|         | Прогрессивный альянс социалистов и демократов (С&Д)          | Партия европейских социалистов (ПЕС) +3 национальные партии, не являющиеся членами общеевропейской | Джанни Питтелла               | 189             | 25 %        |
|         | Европейские консерваторы и реформисты (ЕКР)                  | Альянс европейских консерваторов и реформистов (АЕКР) Европейское христианское политическое движение (ЕХПД) +1 национальная партия, не являющаяся общеевропейской + 2 независимых депутата                                | Саид Камаль                   | 74              | 10 %        |
|         | Альянс либералов и демократов за Европу (АЛДЕ)               | Альянс либералов и демократов за Европу (АЛДЕ) Европейская демократическая партия (ЕДП) + 5 национальных партий, не являющихся членами общеевропейской                                                                    | Ги Верхофстадт                | 68              | 9 %         |
|         | Европейские объединённые левые/Лево-зелёные Севера (ЕОЛ/ЛЗС) | Европейские левые (ЕЛ) Европейские антикапиталистические левые (ЕАКЛ) Северный альянс зелёных и левых (САЗЛ) + 10 национальных партий, не являющихся членами общеевропейской                                              | Габриэле Циммер               | 52              | 7 %         |
|         | Зелёные — Европейский свободный альянс (Зелёные — ЕСА)       | Европейская партия зелёных (ЕПЗ) Европейский свободный альянс (ЕСА) + 3 национальные партии, не являющиеся членами общеевропейской + 2 независимых депутата                                                               | Ребекка Хармс Филипп Ламбертс | 51              | 7 %         |
|         | Европа за свободу и прямую демократию (ЕСПД)                 | Альянс за Прямую Демократию в Европе (АПДЕ) + 1 национальная партия, не являющаяся членом общеевропейской + 1 независимый депутат                                                                                         | Найджел Фарадж                | 45              | 6 %         |
|         | Европа наций и свобод (ЕНС)                                  | Европейский альянс за свободу (ЕАС) Движение за Европу наций и свобод (ДЕНС) + 2 национальные партии, не являющаяся членом общеевропейской + независимые депутаты                                                         | Марин Ле Пен                  | 37              | 4,5 %       |
|         | Депутаты без фракции                                         | Альянс европейских национальных движений (АЕНД) Европейский национальный фронт (ЕНФ) Инициатива коммунистических и рабочих партий + 3 национальные партии, не являющиеся членами общеевропейской + 4 независимых депутата | —                             | 18              | 2,5 %       |
|         |                                                              | | Всего                         | 751             | 100 %       |

## Седьмой состав (2009—2014)
включает в себя 766 депутатов из 28 стран-участниц Европейского союза.
| Фракция | Фракция                                                      | Состав | Лидер(ы)                         | Число депутатов | в процентах |
| ------- | ------------------------------------------------------------ | --- | -------------------------------- | --------------- | ----------- |
|         | Европейская народная партия (ЕНП)                            | Европейская народная партия (ЕНП) +2 национальные партии, не являющиеся членами общеевропейской                                                                        | Жозеф Доль                       | 274             | 35,8 %      |
|         | Прогрессивный альянс социалистов и демократов (С&Д)          | Партия европейских социалистов (ПЕС) +3 национальные партии, не являющиеся членами общеевропейской                                                                     | Мартин Шульц                     | 195             | 25,5 %      |
|         | Альянс либералов и демократов за Европу (АЛДЕ)               | Европейская партия либеральных демократов и реформаторов (ЕЛДР) Европейская демократическая партия (ЕДП) + 1 национальная партия, не являющиеся членом общеевропейской | Ги Верхофстадт                   | 83              | 10,8 %      |
|         | Зелёные — Европейский свободный альянс (Зелёные — ЕСА)       | Европейская партия зелёных (ЕПЗ) Европейский свободный альянс (ЕСА) + 2 национальные партии, не являющиеся членами общеевропейской + 6 независимых депутатов           | Даниэль Кон-Бендит Ребекка Хармс | 58              | 7,5 %       |
|         | Европейские консерваторы и реформисты (ЕКР)                  | Альянс европейских консерваторов и реформистов (АЕКР) Европейское христианское политическое движение (ЕХПД) + 2 независимых депутата                                   | Мартин Калланан                  | 57              | 7,4 %       |
|         | Европейские объединённые левые/Лево-зелёные Севера (ЕОЛ/ЛЗС) | Европейские левые (ЕЛ) Северный альянс зелёных и левых (САЗЛ) + 9 национальных партий, не являющихся членами общеевропейской                                           | Габриэле Циммер                  | 35              | 4,6 %       |
|         | Европа за свободу и демократию (ЕСД)                         | Альянс за Европу наций (АЕН) Libertas + 5 национальных партий, не являющихся членами общеевропейской                                                                   | Найджел Фарадж Франческо Сперони | 31              | 4,1 %       |
|         | Независимые депутаты (NI)                                    | 12 национальных партий | —                                | 33              | 4,3 %       |
|         |                                                              | | Всего                            | 766             | 100 %       |

## Шестой состав (2004—2009)
Выборы 732 депутатов Европарламента прошли во всех 25 государствах ЕС.
| Фракция | Фракция                                | Состав                                                              | Руководитель                   | Идеология               | Число депутатов |
| ------- | -------------------------------------- | ------------------------------------------------------------------- | ------------------------------ | ----------------------- | --------------- |
|         | Европейская народная партия            | Европейская народная партия (ЕНП)                                   | Ханс Герт Пёттеринг (Германия) | Христианская демократия | 268             |
|         | Социалисты                             | Партия европейских социалистов (ПЕС)                                | Мартин Шульц (Германия)        | Социал-демократия       | 200             |
|         | Либерал-демократы                      | Альянс либералов и демократов за Европу (АЛДЕ)                      | Грэм Уотсон (Великобритания)   | Классический либерализм | 88              |
|         | Зелёные — Европейский свободный альянс | Европейская партия зелёных (ЕПЗ) Европейский свободный альянс (ЕСА) | Даниэль Кон-Бендит (Германия)  | Зелёная политика        | 42              |
|         | Европейские коммунисты                 | Европейские левые (ЕЛ)                                              | Фрэнсис Вюртц (Франция)        | Коммунизм               | 41              |
|         | Европа за свободу и демократию         | Европейская демократическая партия (ЕДП)                            | Йенс-Петер Бонд (Дания)        | Евроскептицизм          | 37              |
|         | Прогрессивные демократы                | Альянс за Прямую Демократию в Европе (АПДЕ)                         | Кристиана Мускардини (Италия)  | Национал-консерватизм   | 27              |
|         | Европейские правые                     | Социальная альтернатива                                             | Алессандра Муссолини (Италия)  | Ультра-националисты     | 20              |
|         | Депутаты без фракции                   | Регионалы, пираты и анархисты                                       | —                              | —                       | 9               |
|         |                                        |                                                                     | Всего                          | Всего                   | 732             |

## Пятый состав (1999—2004)
Впервые на выборах социалистов опередила Европейская народная партия, для чего ей пришлось объединиться с европейскими демократами.
| Фракция | Фракция                                | Состав                                                              | Руководитель                   | Идеология               | Число депутатов |
| ------- | -------------------------------------- | ------------------------------------------------------------------- | ------------------------------ | ----------------------- | --------------- |
|         | Европейская народная партия            | Европейская народная партия (ЕНП)                                   | Ханс Герт Пёттеринг (Германия) | Христианская демократия | 233             |
|         | Социалисты                             | Партия европейских социалистов (ПЕС)                                | Энрике Барон Креспо (Испания)  | Социал-демократия       | 180             |
|         | Либерал-демократы                      | Альянс либералов и демократов за Европу (АЛДЕ)                      | Пэт Кокс (Ирландия)            | Классический либерализм | 50              |
|         | Зелёные — Европейский свободный альянс | Европейская партия зелёных (ЕПЗ) Европейский свободный альянс (ЕСА) | Хейди Хаутала (Финляндия)      | Зелёная политика        | 48              |
|         | Европейские коммунисты                 | Европейские левые (ЕЛ)                                              | Фрэнсис Вюртц (Франция)        | Коммунизм               | 42              |
|         | Прогрессивные демократы                | Альянс за Прямую Демократию в Европе (АПДЕ)                         | Шарль Паскуа (Франция)         | Национал-консерватизм   | 31              |
|         | Европейские правые                     | Европейский национальный фронт (ЕНФ)                                | Франческо Сперони (Италия)     | Национализм             | 18              |
|         | Европа за свободу и демократию         | Европейская демократическая партия (ЕДП)                            | Йенс-Петер Бонд (Дания)        | Евроскептицизм          | 16              |
|         | Депутаты без фракции                   | Регионалы                                                           | —                              | —                       | 8               |
|         |                                        |                                                                     | Всего                          | Всего                   | 626             |

## Четвёртый состав (1994—1999)
К выборам в ЕС присоединяются Австрия, Швеция и Финляндия. Таким образом в Европарламенте оказывается 567 депутатов из 15 стран.
| Фракция | Фракция                     | Состав                                         | Руководитель                               | Идеология               | Число депутатов |
| ------- | --------------------------- | ---------------------------------------------- | ------------------------------------------ | ----------------------- | --------------- |
|         | Социалисты                  | Партия европейских социалистов (ПЕС)           | Полин Грин (Великобритания)                | Социал-демократия       | 198             |
|         | Европейская народная партия | Европейская народная партия (ЕНП)              | Вильфрид Мартенс (Бельгия)                 | Христианская демократия | 157             |
|         | Либерал-демократы           | Альянс либералов и демократов за Европу (АЛДЕ) | Гий де Ври (Нидерланды)                    | Классический либерализм | 43              |
|         | Европейские коммунисты      | Европейские левые (ЕЛ)                         | Алонсо Пуэрта (Испания)                    | Коммунизм               | 28              |
|         | Европейские демократы       | Европейская демократическая группа (ЕДГ)       | Джанкарло Лигабю (Италия)                  | Консерваторы            | 27              |
|         | Прогрессивные демократы     | Альянс за Прямую Демократию в Европе (АПДЕ)    | Жан-Клод Пасти (Франция)                   | Национал-консерватизм   | 26              |
|         | Зелёные                     | Европейская партия зелёных (ЕПЗ)               | Клаудия Рот (Германия)                     | Зелёная политика        | 23              |
|         | Европейские правые          | Европейский национальный фронт (ЕНФ)           | Джеймс Голдсмит (Франция / Великобритания) | Национализм             | 19              |
|         | Регионалы                   | Европейский свободный альянс (ЕСА)             | Катрин Лалюмьер (Франция)                  | Регионализм             | 19              |
|         | Депутаты без фракции        | Евроскептики                                   | —                                          | —                       | 27              |
|         |                             |                                                | Всего                                      | Всего                   | 567             |

## Третий состав (1989—1994)
Присоединение к ЕС Испании и Португалии добавило к числу депутатов ещё 84 человека.
| Фракция | Фракция                     | Состав                                         | Руководитель                     | Идеология               | Число депутатов |
| ------- | --------------------------- | ---------------------------------------------- | -------------------------------- | ----------------------- | --------------- |
|         | Социалисты                  | Партия европейских социалистов (ПЕС)           | Жан-Пьер Кот (Франция)           | Социал-демократия       | 180             |
|         | Европейская народная партия | Европейская народная партия (ЕНП)              | Эгон Клепш (ФРГ)                 | Христианская демократия | 121             |
|         | Либерал-демократы           | Альянс либералов и демократов за Европу (АЛДЕ) | Валери Жискар д’Эстен (Франция)  | Классический либерализм | 49              |
|         | Европейские коммунисты      | Европейские левые (ЕЛ)                         | Рене-Эмиль Пике (Франция)        | Коммунизм               | 42              |
|         | Европейские демократы       | Европейская демократическая группа (ЕДГ)       | Кристофер Праут (Великобритания) | Консерваторы            | 34              |
|         | Зелёные                     | Европейская партия зелёных (ЕПЗ)               | Мария Амелия Сантуш (Португалия) | Зелёная политика        | 30              |
|         | Прогрессивные демократы     | Альянс за Прямую Демократию в Европе (АПДЕ)    | Кристиан де ла Мален (Франция)   | Национал-консерватизм   | 20              |
|         | Европейские правые          | Европейский национальный фронт (ЕНФ)           | Жан-Мари Ле Пен (Франция)        | Национализм             | 17              |
|         | Регионалы                   | Европейский свободный альянс (ЕСА)             | Иаак Вандемёлебрук (Бельгия)     | Регионализм             | 13              |
|         | Депутаты без фракции        | Евроскептики                                   | —                                | —                       | 12              |
|         |                             |                                                | Всего                            | Всего                   | 518             |

## Второй состав (1984—1989)
После присоединения Греции к ЕС количество депутатов в Европарламенте увеличилось до 434 человек из 10 государств.
| Фракция | Фракция                     | Состав                                         | Руководитель                   | Идеология               | Число депутатов |
| ------- | --------------------------- | ---------------------------------------------- | ------------------------------ | ----------------------- | --------------- |
|         | Социалисты                  | Партия европейских социалистов (ПЕС)           | Руди Арндт (ФРГ)               | Социал-демократия       | 130             |
|         | Европейская народная партия | Европейская народная партия (ЕНП)              | Эгон Клепш (ФРГ)               | Христианская демократия | 110             |
|         | Европейские демократы       | Европейская демократическая группа (ЕДГ)       | Генри Пламб (Великобритания)   | Консерваторы            | 50              |
|         | Европейские коммунисты      | Коммунисты и союзники (КОМ)                    | Джанни Черветти (Италия)       | Еврокоммунизм           | 41              |
|         | Либерал-демократы           | Альянс либералов и демократов за Европу (АЛДЕ) | Симона Вейль (Франция)         | Классический либерализм | 31              |
|         | Прогрессивные демократы     | Альянс за Прямую Демократию в Европе (АПДЕ)    | Кристиан де ла Мален (Франция) | Национал-консерватизм   | 29              |
|         | Зелёные                     | Европейская партия зелёных (ЕПЗ)               | Эльзе Хаммерих (Дания)         | Зелёная политика        | 20              |
|         | Европейские правые          | Европейский национальный фронт (ЕНФ)           | Жан-Мари Ле Пен (Франция)      | Национализм             | 16              |
|         | Депутаты без фракции        | Евроскептики                                   | —                              | —                       | 7               |
|         |                             |                                                | Всего                          | Всего                   | 434             |

## Первый состав (1979—1984)
Сформирован по результатам первых общеевропейских выборов, прошедших летом 1979 года. Председателем Европарламента впервые в истории была избрана женщина — Симона Вейль из Франции.
| Фракция | Фракция                     | Состав                                         | Руководитель                          | Идеология               | Число депутатов |
| ------- | --------------------------- | ---------------------------------------------- | ------------------------------------- | ----------------------- | --------------- |
|         | Социалисты                  | Партия европейских социалистов (ПЕС)           | Эрнест Глинне (Бельгия)               | Социал-демократия       | 113             |
|         | Европейская народная партия | Европейская народная партия (ЕНП)              | Эгон Клепш (ФРГ)                      | Христианская демократия | 107             |
|         | Европейские демократы       | Европейская демократическая группа (ЕДГ)       | Джеймс Скотт-Хопкинс (Великобритания) | Консерваторы            | 64              |
|         | Европейские коммунисты      | Коммунисты и союзники (КОМ)                    | Джорджо Амендола (Италия)             | Еврокоммунизм           | 44              |
|         | Либерал-демократы           | Альянс либералов и демократов за Европу (АЛДЕ) | Мартин Бангеманн (ФРГ)                | Классический либерализм | 40              |
|         | Прогрессивные демократы     | Альянс за Прямую Демократию в Европе (АПДЕ)    | Кристиан де ла Мален (Франция)        | Национал-консерватизм   | 22              |
|         | Регионалы                   | Народное движение против ЕС                    | Йенс-Петер Бонд (Дания)               | Евроскептики            | 11              |
|         | Депутаты без фракции        | Национализм                                    | —                                     | —                       | 9               |
|         |                             |                                                | Всего                                 | Всего                   | 410             |

## Ранние Ассамблеи (1952—1979)
10 сентября 1952 года представители национальных парламентов Бельгии, Нидерландов, Люксембурга, ФРГ, Франции и Италии впервые собрались в Брюсселе, чтобы создать Европейское политическое сообщество. 78 наиболее влиятельных депутатов во главе с председателем Ассамблеи бельгийским социалистом Поль-Анри Спааком принялись разрабатывать законные основания для формирования будущего ЕЭС.
После ратификации Римского договора 19 марта 1958 года в Люксембурге на постоянной основе начал свою работу Европейский парламент. Его Председателем был избран французский политик Робер Шуман. Интересы шести государств представляли 142 человека из самых крупных политических групп — социалисты, христианские демократы, экономисты-либералы; в 1965 году к ним добавился прогрессивный демократический блок (первые евроскептики), а чуть позже и коммунисты.
С расширением Европейского сообщества 1 января 1973 года (за счёт Великобритании, Ирландии и Дании число депутатов выросло до 198 человек) парламент вновь перевезли в Брюссель. В Люксембурге остался лишь секретариат. В январе 1977 года новым домом для общеевропейского парламента стал французский Страсбург, где к декабрю 1999 года возвели отдельное здание, способное вместить всех посланцев с учётом перманентного расширения ЕС.
Практика назначения партийных делегатов продолжалась вплоть до июня 1979 года, когда в странах-участницах решили организовать прямые выборы Евродепутатов.